# Lake Victoria (sjö i Victoria)
Lake Victoria är en sjö i Australien. Den ligger i delstaten Victoria, omkring 61 kilometer sydväst om delstatshuvudstaden Melbourne. Arean är 0,94 kvadratkilometer. Den sträcker sig 0,7 kilometer i nord-sydlig riktning, och 2,1 kilometer i öst-västlig riktning.
Genomsnittlig årsnederbörd är 939 millimeter. Den regnigaste månaden är juni, med i genomsnitt 128 mm nederbörd, och den torraste är januari, med 44 mm nederbörd.